# Tetanolita negalis
Tetanolita negalis là một loài bướm đêm thuộc họ Noctuidae. Nó được tìm thấy ở dãy núi Huachuca ở Arizona.